# Moyes Nunatak
Moyes Nunatak är en nunatak i Antarktis. Den ligger i Västantarktis. Argentina, Chile och Storbritannien gör anspråk på området. Toppen på Moyes Nunatak är 598 meter över havet.
Terrängen runt Moyes Nunatak är kuperad åt nordost, men åt sydväst är den bergig. En vik av havet är nära Moyes Nunatak åt sydväst. Trakten är obefolkad. Det finns inga samhällen i närheten. 